# Storjord
Storjord is een plaats in de gemeente Saltdal in de provincie Nordland in het noorden van Noorwegen. Het ligt tussen Mo i Rana en Saltdal.
Hier is het informatiecentrum van de nationale parken in Nordland. Het ligt tussen het Saltfjellet-Svartisen nationaal park en het Junkerdal nationaal park.